# Typhlodromus suecicus
Typhlodromus suecicus är en spindeldjursart som först beskrevs av Sellnick 1958.  Typhlodromus suecicus ingår i släktet Typhlodromus och familjen Phytoseiidae. Inga underarter finns listade i Catalogue of Life.